# Hrabstwo Okanogan
Hrabstwo Okanogan (ang. Okanogan County) – hrabstwo w stanie Waszyngton w Stanach Zjednoczonych. Hrabstwo zajmuje powierzchnię 5268,07 mil² (13 644,24 km²). Według szacunków United States Census Bureau w roku 2009 miało 40 552 mieszkańców. Siedzibą hrabstwa jest Okanogan.
Hrabstwo powstało w 1888.

## Miasta
- Brewster
- Conconully
- Elmer City
- Nespelem
- Okanogan
- Omak
- Oroville
- Pateros
- Riverside
- Tonasket
- Twisp
- Winthrop

## CDP
- Disautel
- Loomis
- Malott
- Methow
- Nespelem Community
- North Omak